# Anisaedus rufus
Anisaedus rufus là một loài nhện trong họ Palpimanidae. Loài này được phát hiện ở Argentina.